# LoliRock – Vương quốc pha lê

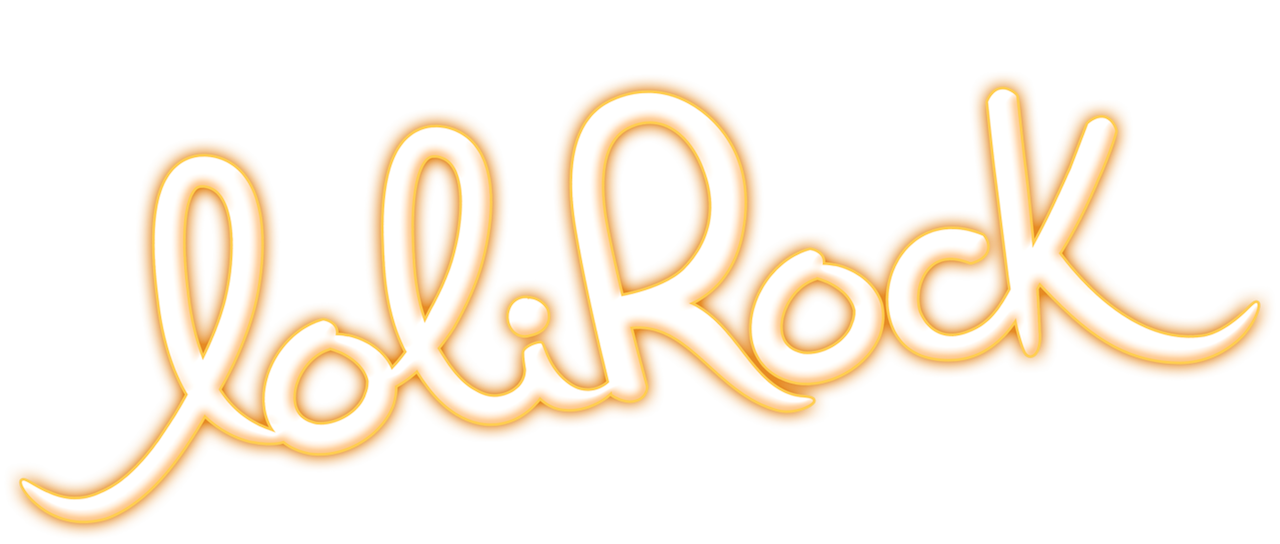

LoliRock là một bộ phim truyền hình hoạt hình của Pháp được sản xuất bởi Marathon Media và Zodiak Kids. Nguyên tác bởi Jean Louis-Vandestoc và kịch bản bởi Madellaine Paxson. Phim lần đầu tiên được phát sóng tại Pháp vào ngày 18 tháng 10 năm 2014 trên France3 và đã mở rộng sang các kênh truyền hình ở châu Âu.  Phim cũng đã được cấp phép tại Hoa Kỳ, Canada, Vương quốc Anh và Úc, với bản lồng tiếng Anh được phát hành cho Netflix vào ngày 1 tháng 5 năm 2016.

## Phân vai

### Diễn viên lồng tiếng - (HTV3-DreamsTV)
- Iris - Tuyết Nhung
- Talia - Thu Hiền
- Auriana - Kim Ngọc
- Gramorr - Chơn Nhơn
- Praxina - Huyền Trang
- Mephisto - Chánh Tín
- Nathaniel - Hoàng Khuyết
- Dì Ellen - Thu Hiền
- Missy Robins - Hoài Thương
- Hoàng hậu - Linh Phương
- Clara - Thanh Lộc

## Danh sách tập

### Mùa 1
26 tập, gồm:
Tập 1 : To Find a Princess
Tập 2 : Flower Power
Tập 3 : Be Mine
Tập 4 : The Birthday
Tập 5 : Sing for me
Tập 6 : Xeris
Tập 7 : Siren
Tập 8 : Talia and Kyle sitting in a tree
Tập 9 : A Promise Is a Promise
Tập 10 : Lucky Star
Tập 11 : Step Right Up
Tập 12 : No Thanks for A Memories
Tập 13 : BATTY
Tập 14 :  Castle in the Sands
Tập 15 : Stitches
Tập 16 : Camp Princess
Tập 17 : Heavy Metal
Tập 18 : Legend Of Lake Agnes
Tập 19 : Shanilla Surprise
Tập 20 : Raffle Baffle
Tập 21 : Dance Craze
Tập 22 : The Haunting
Tập 23 : Spellbound
Tập 24 : Smart
Tập 25 : HOME (Part 1)
Tập 26 : HOME (Part 2)

### Mùa 2
26 tập
| # | Tên tập phim         | Ngày phát sóng gốc  | Ngày phát sóng tại Việt Nam (HTV3) |
| - | -------------------- | ------------------- | ---------------------------------- |
| 1 | 18 tháng 10 năm 2014 | 16 tháng 4 năm 2018 | 101                                |